# Ga Đài Bắc 101–Trung tâm Thương mại Thế giới
Ga Đài Bắc 101–Trung tâm Thương mại Thế giới (tiếng Trung: 台北101·世貿; bính âm: Táiběi Yīlíngyī–Shìhmào) là ga tàu điện ngầm ở Đài Bắc, Đài Loan thuộc Metro Đài Bắc. Nó là ga trên Tuyến Đạm Thủy-Tín Nghĩa và bắt đầu thu phí dịch vụ từ ngày 24 tháng 11 năm 2013 cùng với sự mở cửa đoạn Đài Tưởng niệm Tưởng Giới Thạch–Núi Tượng.

## Tổng quan ga

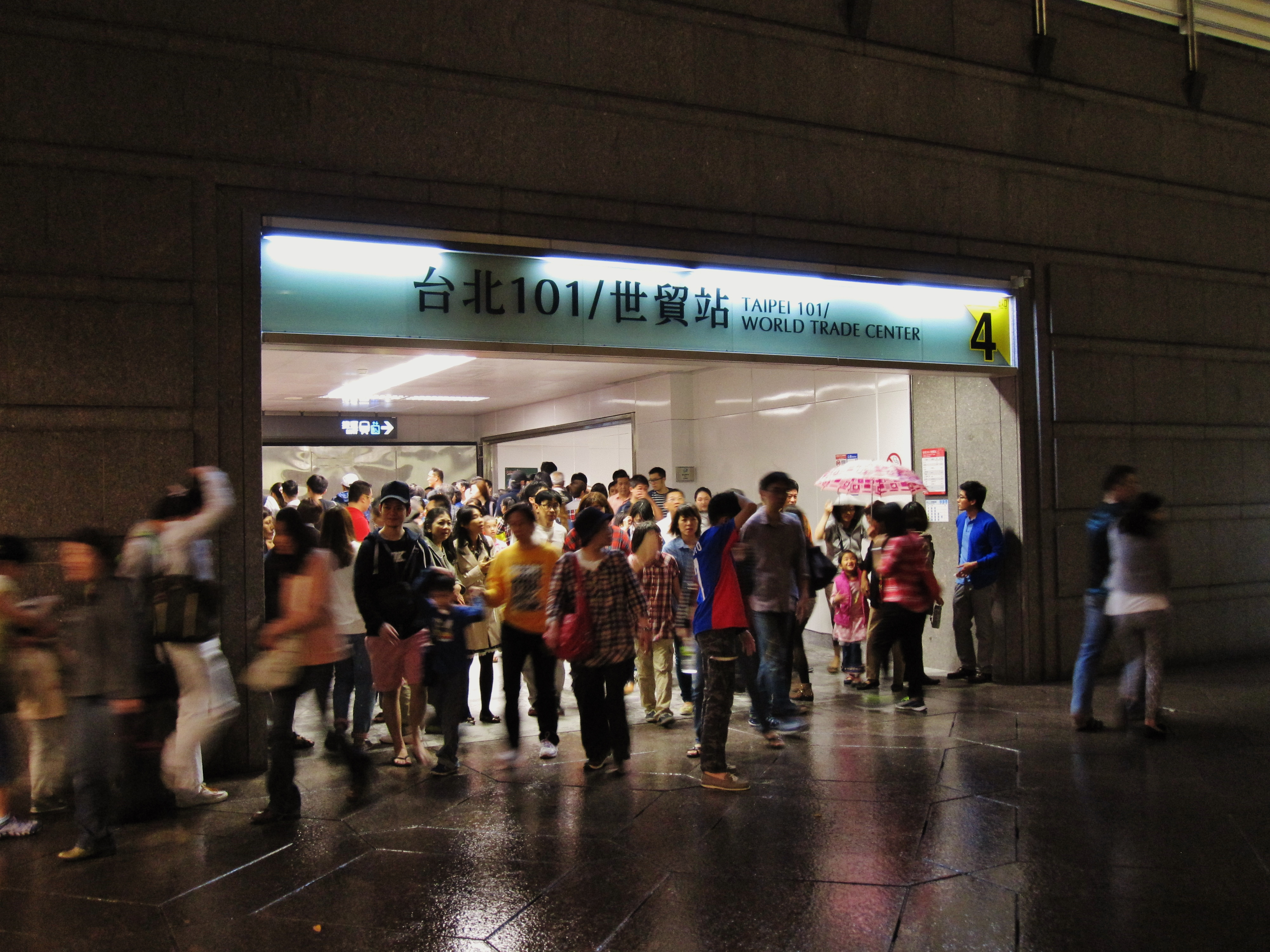
Lối thoát 4

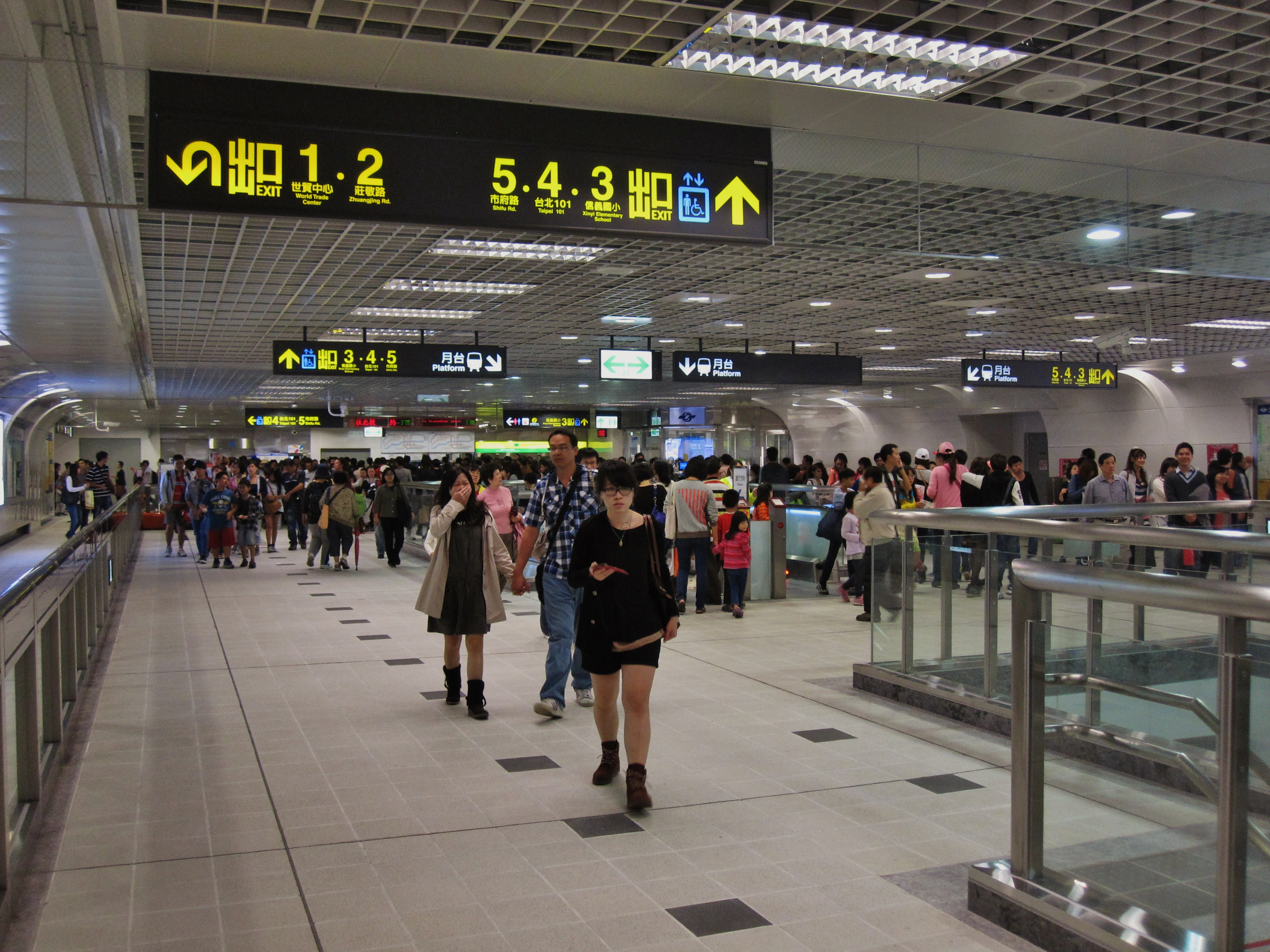
Sân chờ

Nhà ga nằm bên dưới đường Xinyi, gần đường Shifu. Gồm 2 tầng, nhà ga nằm bên dưới lòng đất với một sân ga và năm lối thoát. Lối thoát Đông Bắc nối trực tiếp với Đài Bắc 101.
Ban đầu, nhà ga này chỉ được đặt tên là "World Trade Center". Tuy nhiên, sau khi Đài Bắc 101 và Trung tâm Thương mại Thế giới Đài Bắc đại diện là địa danh quốc gia, vào ngày 22 tháng 7 năm 2011, hệ thống vận chuyển tốc hành công bố đổi tên thành Đài Bắc 101–Trung tâm Thương mại Thế giới.

### Công trình
Nhà ga dài 185 m (607 ft) và rộng 25 m (82 ft). Độ sâu 22 m (72 ft). Nhà ga có 5 lối vào, 3 thang máy dành cho người khuyết tật.

## Bố trí ga
| Đường đi | Lối vào/thoát                   | Lối vào/thoát |
| B1       | Sân ga                          | Hành lang, quầy thông tin, máy bán vé tự động, thu vé 1 chiều Nhà vệ sinh (Bên trong khu vực vé, ngoài khu vực vé gần lối thoát 5) |
| B1       | Sân ga                          | Lối thoát 4 đi thẳng ra Đài Bắc 101                                                                                                |
| B2       | Ke ga 1                         | ← Tuyến Đạm Thủy-Tín Nghĩa hướng đi Đạm Thủy (R04 Tín Nghĩa An Hòa)                                                                |
| B2       | Ke ga, cửa sẽ mở hướng bên trái | |
| B2       | Ke ga 2                         | → Tuyến Đạm Thủy-Tín Nghĩa hướng đi Núi Tượng (R02 ga cuối) →                                                                      |

## Địa danh nổi bật
- Đài Bắc 101 (lối thoát 4)
- Trung tâm Thương mại Thế giới Đài Bắc (lối thoát 1)
  - Taipei World Trade Center International Trade Building
  - Trung tâm Hội nghị quốc tế Đài Bắc
- Grand Hyatt Taipei
- Đại học y dược Đài Bắc
- Trung tâm thể thao Xinyi
- Trường tiểu học Xinyi (lối thoát 3)